# Polichinelle coupable
Polichinelle coupable est un tableau réalisé par le peintre italien Giambattista Tiepolo en 1740-1745. De format horizontal, cette huile sur toile représente un polichinelle en train de déféquer en plein air, près d'un mur, sous le regard convergeant de six autres comparses qui l'entourent.
L'œuvre a pour pendant La Cuisine de Polichinelle, qui fait partie de la collection de la Leeds Castle Foundation, à Maidstone, au Royaume-Uni. Achetée le 3 décembre 2024 lors d'une vente publique organisée par Christie's à Londres, elle est quant à elle conservée au musée du Louvre, à Paris, en France,. 

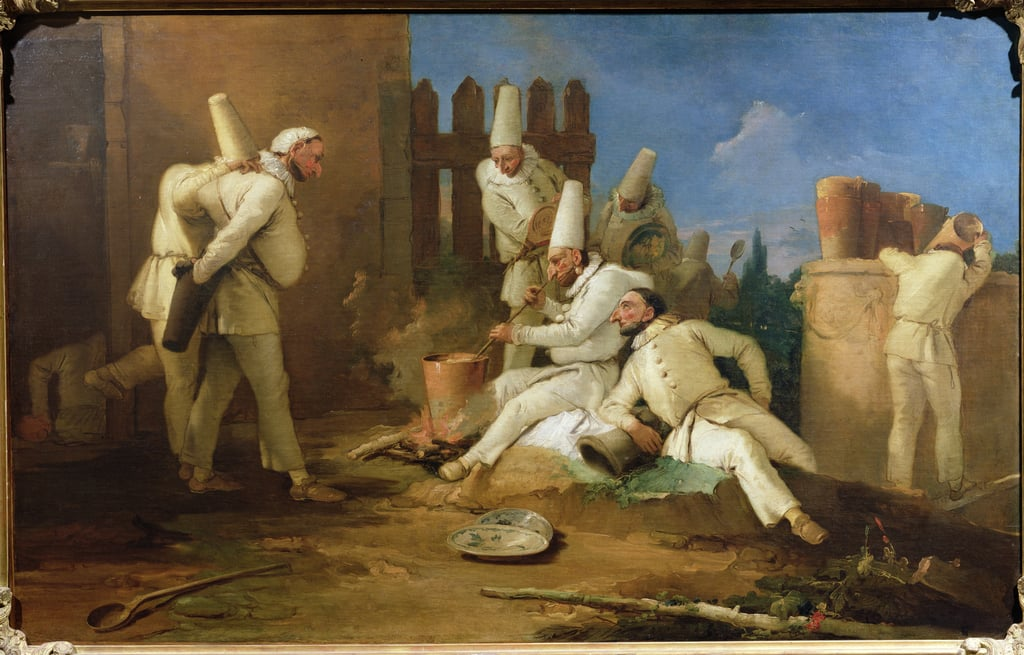
La Cuisine de Polichinelle – Leeds Castle Foundation, Maidstone.